# آب‌سنگ حلقوی روکاس
آب‌سنگ حلقوی روکاس (پرتغالی: Atol das Rocas) تنها آتل در اقیانوس اطلس جنوبی است که متعلق به ایالت ریو گرانده شمالی برزیل است که در فاصله ۲۶۰ کیلومتری شمال شرقی ناتال و ۱۴۵ کیلومتری غرب مجمع الجزایر فرناندو دی نوروها واقع شده است. این آب‌سنگ حلقوی منشای آتشفشانی و ساختاری مرجانی دارد.